# 한영애 (1941년)
한영애(韓英愛, 1941년 8월 10일 ~ 전라남도 화순군)은 대한민국의 정치인이다. 제15대 국회의원을 지냈다.

## 생애
2006년 1월부터 2006년 2월까지 열린우리당 특임위원을 지내다가 사퇴 및 탈당 이후 2010년에는 평화민주당에 참여하여, 한화갑이 탈당한 이후 대표를 맡았다. 평화민주당은 허평환의 국민행복당과 합당했다. 대한민국 제19대 총선에서 국민행복당 1순위로 출마하였으나 떨어졌다.

## 역대 선거 결과
|  | 29.3% |

|  | 23.49% |

|  | 28.22% |

|  | 25.3% |

|  | 37.00% |

|  | 0.16% |